# Rufoclanis cytis
Rufoclanis cytis är en fjärilsart som beskrevs av Druce 1882. Rufoclanis cytis ingår i släktet Rufoclanis och familjen svärmare. Inga underarter finns listade.